# Hieri
Hieri (en llatí Hierius, en grec antic Ἱέριος) va ser un retòric grec natural d'Atenes mencionat per Agustí d'Hipona a les seves Confessiones (4.14) i que també menciona Suides (s. v. Παμπρέπιος), però per altra banda és absolutament desconegut. Podria ser fill de Plutarc d'Atenes.